# Liste des présidents du Sénat (Italie)
Pour les articles homonymes, voir Liste des présidents du Sénat.
Cette page présente la liste des présidents du Sénat du royaume de Sardaigne, du royaume d'Italie et de la République italienne.

## Histoire
Les présidents de la Chambre haute de 1848 à 1944 étaient l'expression d'un Sénat dont les membres étaient nommés par le roi.
Depuis 1948, les présidents du Sénat sont la deuxième plus haute fonction de la République.
Cesare Merzagora, avec quatorze ans et demi de présidence (sur trois législatures), détient le record de la plus longue présence en tant que président du Sénat italien ; il a démissionné en 1967 sans terminer son troisième mandat en raison de la grande controverse soulevée à la suite d'une déclaration qu'il a faite concernant le projet de création de régions. 
Le mandat le plus court revient à Luigi des Ambrois de Nevache, qui meurt même pas trois semaines après sa nomination ; il est en revanche l'apanage de Vittorino Colombo, qui a pris la place de Tommaso Morlino, décédé deux mois seulement après les élections, le mandat le plus court après la Seconde Guerre mondiale. Amintore Fanfani détient le record du nombre d'élections, cinq, mais aussi du nombre de démissions, trois : la première fois parce qu'il a été élu secrétaire de la Democrazia Cristiana (DC) et les deux autres fois parce qu'il avait été nommé par le président de la République pour former un nouveau gouvernement. 
Amintore Fanfani, Francesco Cossiga et Giovanni Spadolini sont les seuls présidents du Sénat à avoir également été présidents du Conseil des ministres (Giuseppe Saracco, Tommaso Tittoni et Ivanoe Bonomi l'ont toutefois été dans le royaume d'Italie). Francesco Cossiga et Enrico De Nicola ont également été présidents de la République.
Enrico De Nicola détient le record de la plus grande majorité, tandis que Carlo Scognamiglio n'a obtenu qu'une voix d'avance sur son prédécesseur, Giovanni Spadolini. Carlo Scognamiglio, élu à presque 50 ans, est le plus jeune président.
Enrico De Nicola est également la seule personne à avoir été président à la fois du Sénat et de la Chambre des députés. Au cours de sa vie, il a également été président de la République et président de la Cour constitutionnelle, ce qui fait de lui quatre des cinq plus hauts responsables de l'État.
En 2018, Elisabetta Casellati devient la première femme de l'histoire de l'Italie unie à occuper le poste de président du Sénat.

## Présidents du Sénat du royaume de Sardaigne (1848-1861)
| Nº | Président        | Président        | Président                              | Positionnement politique | Mandat          | Mandat           | Législature  |
| Nº | Président        | Président        | Président                              | Positionnement politique | Début           | Fin              | Législature  |
| -- | ---------------- | ---------------- | -------------------------------------- | ------------------------ | --------------- | ---------------- | ------------ |
| 1  |                  |                  | Gaspare Coller (1776-1855)             | –                        | 3 mai 1848      | 28 décembre 1848 | Ire          |
| 2  |                  |                  | Giuseppe Manno (1786-1868)             | –                        | 13 février 1849 | 30 mars 1849     | IIe          |
| 2  | 27 juillet 1849  | 20 novembre 1849 | Giuseppe Manno (1786-1868)             | –                        | IIIe            |                  |              |
| 2  | 18 décembre 1849 | 19 novembre 1850 | Giuseppe Manno (1786-1868)             | –                        | IVe             |                  |              |
| 2  | 21 novembre 1850 | 27 février 1852  | Giuseppe Manno (1786-1868)             | –                        | IVe             |                  |              |
| 2  | 29 février 1852  | 21 novembre 1853 | Giuseppe Manno (1786-1868)             | –                        | IVe             |                  |              |
| 2  | 15 décembre 1853 | 29 mai 1855      | Giuseppe Manno (1786-1868)             | –                        | Ve              |                  |              |
| 3  |                  |                  | Cesare Alfieri di Sostegno (1799-1869) | Destra storica           | Ve              | 8 novembre 1855  | 16 juin 1856 |
| 3  | 26 décembre 1856 | 16 juillet 1857  | Cesare Alfieri di Sostegno (1799-1869) | Destra storica           | Ve              |                  |              |
| 3  | 6 décembre 1857  | 14 juillet 1858  | Cesare Alfieri di Sostegno (1799-1869) | Destra storica           | VIe             |                  |              |
| 3  | 19 décembre 1858 | 21 janvier 1860  | Cesare Alfieri di Sostegno (1799-1869) | Destra storica           | VIe             |                  |              |
| 3  | 27 mars 1860     | 17 décembre 1860 | Cesare Alfieri di Sostegno (1799-1869) | Destra storica           | VIIe            |                  |              |

## Présidents du Sénat du royaume d'Italie (1861-1946)
| Nº | Président        | Président         | Président                                  | Positionnement politique                  | Mandat            | Mandat            | Législature       |
| Nº | Président        | Président         | Président                                  | Positionnement politique                  | Début             | Fin               | Législature       |
| -- | ---------------- | ----------------- | ------------------------------------------ | ----------------------------------------- | ----------------- | ----------------- | ----------------- |
| 1  |                  |                   | Ruggero Settimo (1778-1863)                | –                                         | 18 février 1861   | 2 mai 1863        | VIIIe             |
| 2  |                  |                   | Federigo Sclopis di Salerano (1798-1878)   | –                                         | 24 mai 1863       | 13 octobre 1864   | VIIIe             |
| 3  |                  |                   | Giuseppe Manno (1786-1868)                 | –                                         | 13 octobre 1864   | 7 septembre 1865  | VIIIe             |
| 4  |                  |                   | Gabrio Casati (1798-1873)                  | –                                         | 8 novembre 1865   | 13 février 1867   | IXe               |
| 4  | 21 mars 1867     | 2 novembre 1870   | Gabrio Casati (1798-1873)                  | –                                         | Xe                |                   |                   |
| 5  |                  |                   | Vincenzo Fardella di Torrearsa (1808-1889) | –                                         | 1er décembre 1870 | 20 septembre 1874 | XIe               |
| 6  |                  |                   | Luigi des Ambrois de Nevache (1807-1874)   | –                                         | 15 novembre 1874  | 3 décembre 1874   | XIIe              |
| 7  |                  |                   | Giuseppe Pasolini (1815-1876)              | Destra storica                            | 28 février 1876   | 3 octobre 1876    | XIIe              |
| 8  |                  |                   | Sebastiano Tecchio (1807-1886)             | –                                         | 14 novembre 1876  | 2 mai 1880        | XIIIe             |
| 8  | 26 mai 1880      | 2 octobre 1882    | Sebastiano Tecchio (1807-1886)             | –                                         | XIVe              |                   |                   |
| 8  | 22 novembre 1882 | 27 juillet 1884   | Sebastiano Tecchio (1807-1886)             | –                                         | XVe               |                   |                   |
| 9  |                  |                   | Giacomo Durando (1807-1894)                | –                                         | XVe               | 23 novembre 1884  | 27 avril 1886     |
| 9  | 6 juin 1886      | 4 septembre 1887  | Giacomo Durando (1807-1894)                | –                                         | XVIe              |                   |                   |
| 10 |                  |                   | Domenico Farini (1834-1900)                | Destra storica                            | XVIe              | 13 novembre 1887  | 3 août 1890       |
| 10 | 7 décembre 1890  | 27 septembre 1892 | Domenico Farini (1834-1900)                | Destra storica                            | XVIIe             |                   |                   |
| 10 | 20 novembre 1892 | 13 janvier 1895   | Domenico Farini (1834-1900)                | Destra storica                            | XVIIIe            |                   |                   |
| 10 | 2 juin 1895      | 2 mars 1897       | Domenico Farini (1834-1900)                | Destra storica                            | XIXe              |                   |                   |
| 10 | 1er avril 1897   | 15 juillet 1898   | Domenico Farini (1834-1900)                | Destra storica                            | XXe               |                   |                   |
| 11 |                  |                   | Giuseppe Saracco (1821-1907)               | Sinistra storica                          | XXe               | 10 novembre 1898  | 17 mai 1900       |
| 11 | 10 juin 1900     | 18 octobre 1904   | Giuseppe Saracco (1821-1907)               | Sinistra storica                          | XXIe              |                   |                   |
| 12 |                  |                   | Tancredi Canonico (1828-1908)              | Sinistra storica                          | 27 novembre 1904  | 20 mars 1908      | XXIIe             |
| 13 |                  |                   | Giuseppe Manfredi (1828-1918)              | Destra storica Unione Liberale            | 20 mars 1908      | 8 février 1909    | XXIIe             |
| 13 | 21 mars 1909     | 29 septembre 1913 | Giuseppe Manfredi (1828-1918)              | Destra storica Unione Liberale            | XXIIIe            |                   |                   |
| 13 | 24 novembre 1913 | 6 novembre 1918   | Giuseppe Manfredi (1828-1918)              | Destra storica Unione Liberale            | XXIVe             |                   |                   |
| 14 |                  |                   | Adeodato Bonasi (1838-1920)                | Unione Liberale                           | XXIVe             | 18 novembre 1918  | 29 septembre 1919 |
| 15 |                  |                   | Tommaso Tittoni (1855-1931)                | Unione Liberale Partito Liberale Italiano | 4 décembre 1919   | 7 avril 1921      | XXVe              |
| 15 | 14 juin 1921     | 10 décembre 1923  | Tommaso Tittoni (1855-1931)                | Unione Liberale Partito Liberale Italiano | XXVIe             |                   |                   |
| 15 | 31 mai 1924      | 21 janvier 1929   | Tommaso Tittoni (1855-1931)                | Unione Liberale Partito Liberale Italiano | XXVIIe            |                   |                   |
| 16 |                  |                   | Luigi Federzoni (1878-1967)                | Partito Nazionale Fascista                | 29 avril 1929     | 19 janvier 1934   | XXVIIIe           |
| 16 | 24 avril 1934    | 2 mars 1939       | Luigi Federzoni (1878-1967)                | Partito Nazionale Fascista                | XXIXe             |                   |                   |
| 17 |                  |                   | Giacomo Suardo (1883-1947)                 | Partito Nazionale Fascista                | 15 mars 1939      | 28 juillet 1943   | XXXe              |
| 18 |                  |                   | Paolo Thaon di Revel (1857-1948)           | Sans étiquette                            | 28 juillet 1943   | 5 août 1943       | XXXe              |

## Présidents pendant la période constitutionnelle de transition
| Nº | Président | Président | Président                                | Partit         | Mandat          | Mandat          |
| Nº | Président | Président | Président                                | Partit         | Début           | Fin             |
| -- | --------- | --------- | ---------------------------------------- | -------------- | --------------- | --------------- |
| 1  |           |           | Paolo Thaon di Revel (1857-1948)         | Sans étiquette | 6 août 1943     | 20 juillet 1944 |
| 2  |           |           | Pietro Tomasi della Torretta (1873-1962) | Sans étiquette | 20 juillet 1944 | 25 juin 1946    |

## Présidents du Sénat de la République italienne (depuis 1948)
| Nº  | Président     | Président         | Président                         | Parti                                   | Mandat          | Mandat           | Législature     |
| Nº  | Président     | Président         | Président                         | Parti                                   | Début           | Fie              | Législature     |
| --- | ------------- | ----------------- | --------------------------------- | --------------------------------------- | --------------- | ---------------- | --------------- |
| 1   |               |                   | Ivanoe Bonomi (1873-1951)         | Partito Socialista Democratico Italiano | 8 mai 1948      | 20 avril 1951    | Ire (1948)      |
| 2   |               |                   | Enrico De Nicola (1877-1959)      | Partito Liberale Italiano               | 28 avril 1951   | 24 juin 1952     | Ire (1948)      |
| 3   |               |                   | Giuseppe Paratore (1876-1967)     | Partito Liberale Italiano               | 26 juin 1952    | 24 mars 1953     | Ire (1948)      |
| 4   |               |                   | Meuccio Ruini (1877-1970)         | Sans étiquette                          | 25 mars 1953    | 25 juin 1953     | Ire (1948)      |
| 5   |               |                   | Cesare Merzagora (1898-1991)      | Sans étiquette                          | 25 juin 1953    | 11 juin 1958     | IIe (1953)      |
| 5   | 12 juin 1958  | 15 mai 1963       | Cesare Merzagora (1898-1991)      | Sans étiquette                          | IIIe (1958)     |                  |                 |
| 5   | 16 mai 1963   | 7 novembre 1967   | Cesare Merzagora (1898-1991)      | Sans étiquette                          | IVe (1963)      |                  |                 |
| 6   |               |                   | Ennio Zelioli-Lanzini (1899-1976) | Democrazia Cristiana                    | IVe (1963)      | 8 novembre 1967  | 4 juin 1968     |
| 7   |               |                   | Amintore Fanfani (1908-1999)      | Democrazia Cristiana                    | 5 juin 1968     | 21 mai 1972      | Ve (1968)       |
| 7   | 24 mai 1972   | 23 juin 1973      | Amintore Fanfani (1908-1999)      | Democrazia Cristiana                    | VIe (1972)      |                  |                 |
| 8   |               | senza cornice     | Giovanni Spagnolli (1907-1984)    | Democrazia Cristiana                    | VIe (1972)      | 25 juin 1973     | 4 juillet 1976  |
| (7) |               |                   | Amintore Fanfani (1908-1999)      | Democrazia Cristiana                    | 5 juillet 1976  | 18 juin 1979     | VIIe (1976)     |
| (7) | 20 juin 1979  | 1er décembre 1982 | Amintore Fanfani (1908-1999)      | Democrazia Cristiana                    | VIIIe (1979)    |                  |                 |
| 9   |               |                   | Tommaso Morlino (1925-1983)       | Democrazia Cristiana                    | VIIIe (1979)    | 9 décembre 1982  | 6 mai 1983      |
| 10  |               |                   | Vittorino Colombo (1925-1996)     | Democrazia Cristiana                    | VIIIe (1979)    | 12 mai 1983      | 11 juillet 1983 |
| 11  |               |                   | Francesco Cossiga (1928-2010)     | Democrazia Cristiana                    | 12 juillet 1983 | 24 juin 1985     | IXe (1983)      |
| (7) |               |                   | Amintore Fanfani (1908-1999)      | Democrazia Cristiana                    | 9 juillet 1985  | 17 avril 1987    | IXe (1983)      |
| 12  |               |                   | Giovanni Malagodi (1904-1991)     | Partito Liberale Italiano               | 22 avril 1987   | 1er juillet 1987 | IXe (1983)      |
| 13  |               |                   | Giovanni Spadolini (1925-1994)    | Partito Repubblicano Italiano           | 2 juillet 1987  | 22 avril 1992    | Xe (1987)       |
| 13  | 24 avril 1992 | 14 avril 1994     | Giovanni Spadolini (1925-1994)    | Partito Repubblicano Italiano           | XIe (1992)      |                  |                 |
| 14  |               |                   | Carlo Scognamiglio (1944)         | Unione di Centro                        | 16 avril 1994   | 8 mai 1996       | XIIe (1994)     |
| 15  |               |                   | Nicola Mancino (1931)             | Partito Popolare Italiano               | 9 mai 1996      | 29 mai 2001      | XIIIe (1996)    |
| 16  |               |                   | Marcello Pera (1943)              | Forza Italia                            | 30 mai 2001     | 27 avril 2006    | XIVe (2001)     |
| 17  |               |                   | Franco Marini (1933-2021)         | La Margherita Partito Democratico       | 29 avril 2006   | 28 avril 2008    | XV (2006)       |
| 18  |               |                   | Renato Schifani (1950)            | Forza Italia Il Popolo della Libertà    | 29 avril 2008   | 14 mars 2013     | XVIe (2008)     |
| 19  |               |                   | Pietro Grasso (1945)              | Partito Democratico                     | 16 mars 2013    | 22 mars 2018     | XVIIe (2013)    |
| 20  |               |                   | Elisabetta Casellati (1946)       | Forza Italia                            | 24 mars 2018    | 12 octobre 2022  | XVIIIe (2018)   |
| 21  |               |                   | Ignazio La Russa (1947)           | Frères d'Italie                         | 13 octobre 2022 | en fonction      | XIXe (2022)     |

## Note
1. 1 2 3  La prima donna al Senato e altri primati. URL consulté le 27 mars 2018.
2. 1 2 3 4 5   Il meurt pendant son mandat.
3. 1 2 3 4 5  Dimissionario.
4. ↑  « Scheda senatore TOMASI DELLA TORRETTA Pietro », sur notes9.senato.it
5. ↑   Il a démissionné parce qu'il a été élu secrétaire de la Democrazia Cristiana.
6. 1 2   Il a démissionné parce qu'il a été nommé Président du Conseil des ministres.
7. ↑   Élu Président de la République.
8. ↑   Jusqu'au 14 octobre 2007.
9. ↑   À partir du 14 octobre 2007.
10. ↑   Jusqu'au 29 mars 2009.
11. ↑   À partir du 29 mars 2009.
12. ↑   Jusqu'au 26 octobre 2017.

## Source
- (it) Cet article est partiellement ou en totalité issu de l’article de Wikipédia en italien intitulé « Presidenti del Senato italiano » (voir la liste des auteurs).